# Raffaele Girotti
Raffaele Girotti (Falconara Marittima, 13 luglio 1918 – 25 gennaio 2015) è stato un dirigente d'azienda, imprenditore e politico italiano.

## Biografia
Ingegnere aeronautico, entrò alla Snam nel dopoguerra e lavorò alla realizzazione dei primi metanodotti. Divenne uno degli uomini di fiducia di Eugenio Cefis ed assunse incarichi via via di maggior responsabilità nelle società del gruppo Eni. Nel 1968 divenne vicepresidente della Montedison, rappresentando l'Eni come primo azionista della società. 
Nel 1971, con il passaggio di Cefis alla Montedison, Girotti lo sostituì alla presidenza dell'Eni. I contrasti tra i due gruppi in merito ai programmi di sviluppo della chimica, portarono a un allontanamento tra Cefis e Girotti, che cercò di riaffermare il controllo dell'Eni sulla Montedison opponendosi alle scelte di Cefis. Sotto la presidenza di Girotti l'Eni cercò di sviluppare particolarmente le tecnologie per la protezione dell'ambiente. Nel 1973 l'Eni guidato da Girotti fu accusato di avere tentato di acquisire ulteriori azioni Montedison tramite società fiduciarie domiciliate all'estero e Girotti si dimise dalla carica nel 1975.
È stato senatore tra le file della Democrazia Cristiana tra il 1976 ed il 1979. Successivamente si è ritirato a vita privata.